# Synagelides lushanensis
Synagelides lushanensis là một loài nhện trong họ Salticidae.
Loài này thuộc chi Synagelides. Synagelides lushanensis được Xie & Chang-Min Yin miêu tả năm 1990.